# Meibomia chartacea
Meibomia chartacea là một loài thực vật có hoa trong họ Đậu. Loài này được (Brandegee) Standl. mô tả khoa học đầu tiên năm 1922.